# Slowakische Landwirtschaftliche Universität Nitra
Die Slowakische Landwirtschaftliche Universität Nitra (slowakisch Slovenská poľnohospodárska univerzita; englisch Slovak University of Agriculture) ist eine öffentliche Universität in Nitra in der Slowakei.
Die Slowakische Landwirtschaftliche Universität ist die einzige Landwirtschaftliche Hochschule in der Slowakei. Insgesamt werden über 50 verschiedene Studienrichtungen mit Bachelor- und Master-Abschlüssen sowie Ph.D.-Programme angeboten.

## Fakultäten
- Fakultät für Agrobiologie und Lebensmittelwissenschaften
- Fakultät für Biotechnologie und Lebensmittelwissenschaften
- Fakultät für Ökonomie und Management
- Fakultät für Agrartechnik
- Fakultät für Europastudien und Regionalentwicklung
- Fakultät für Gartenbau und Landschaftsplanung